# Кетцалькоатль
Кетцалькоа́тль (ісп. Quetzalcóatl; науатль Quetzalcōhuātl — «пернатий змій») — бог ранкової зорі й культовий герой у релігіях багатьох народів Мезоамерики, зокрема мая та ацтеків. У народів мая Кетцалькоатля називали Кукульканом.

## Історія міфу
Перші зображення Кетцалькоатля з'явилися впродовж VIII—V століть до н. е. в скульптурі ольмеків. Божество найчастіше зображували як пернатого змія з головою людини. Тоді з'явився міф про те, що він добув для людини зерна маїсу, перетворившись на мураху і викравши їх з підземного мурашника.
Упродовж I—VI століть культ Кетцалькоатля поширився на всю Центральну Америку. У міфології індіанців він перетворився на верховного бога, вважався творцем світу, людини та всіх живих істот. Крім того, Кетцалькоатля шанували як покровителя наук та жрецтва, а також винахідника календаря.
У дуалістичній міфології індіанців мая Кетцалькоатль був супротивником свого брата Тецкатліпоки — бога ночі та війни.